# سسک درختی زیتونی غربی
سسک درختی زیتونی غربی (نام علمی: Iduna opaca) نام یک گونه از سرده ایدونا است.